# شهره
شُهْره نامی زنانه در ایران، به معنای مشهور، نامور و نامدار است. اشخاص سرشناس با این نام عبارتند از:

## نام
- شهره (خواننده)، خواننده
- شهره آغداشلو، بازیگر
- شهره بیات، شطرنج‌باز
- شهره سلطانی، بازیگر
- شهره لرستانی، بازیگر
- شهره نیک‌پور، دختر شایسته